# Shigehiko Hasumi
Pour les articles homonymes, voir Hasumi.
Shigehiko Hasumi (également Shiguehiko ou Shiguéhiko) (蓮實 重彦, Hasumi Shigehiko) né le 29 avril 1936 à Roppongi dans le district de l'arrondissement de Minato de la ville de Tokyo, est un critique de cinéma et universitaire japonais spécialiste de littérature française. Il est président de l'université de Tokyo de 1997 à 2001,.

## Biographie
Shigeyasu, le père d'Hasumi, est professeur à l'université de Kyoto. Son épouse, Chantal Van Melkebeke, est une enseignante  originaire de Belgique, fille de Jacques Van Melkebeke.
En tant que traducteur de textes de Gilles Deleuze, Jacques Derrida et Roland Barthes, Hasumi a joué un rôle déterminant dans l'introduction de la théorie post-structuraliste française au Japon. Il est l'auteur d'ouvrages sur les réalisateurs Yasujiro Ozu, John Ford et Jean Renoir. Il a soutenu de nouveaux réalisateurs tels que Takeshi Kitano. Plusieurs de ses étudiants, dont Kiyoshi Kurosawa, Shinji Aoyama, Kunitoshi Manda, Masayuki Suo et Makoto Shinozaki, sont devenus eux-mêmes réalisateurs. Il tient une place prépondérante dans le documentaire Takeshi Kitano l'imprévisible réalisé par Jean-Pierre Limosin.
Un de ses essais (Yasujiro Ozu) a été traduit en français par Ryôji Nakamura et René de Ceccatty (Les Cahiers du cinéma, coll. « Auteurs », 1998).

## Distinctions
En 1997, Shigehiko Hasumi reçoit le titre honorifique de docteur honoris causa de l'Université Paris-VIII-Vincennes-Saint-Denis.